# Andheri

Übersichtskarte von Mumbai

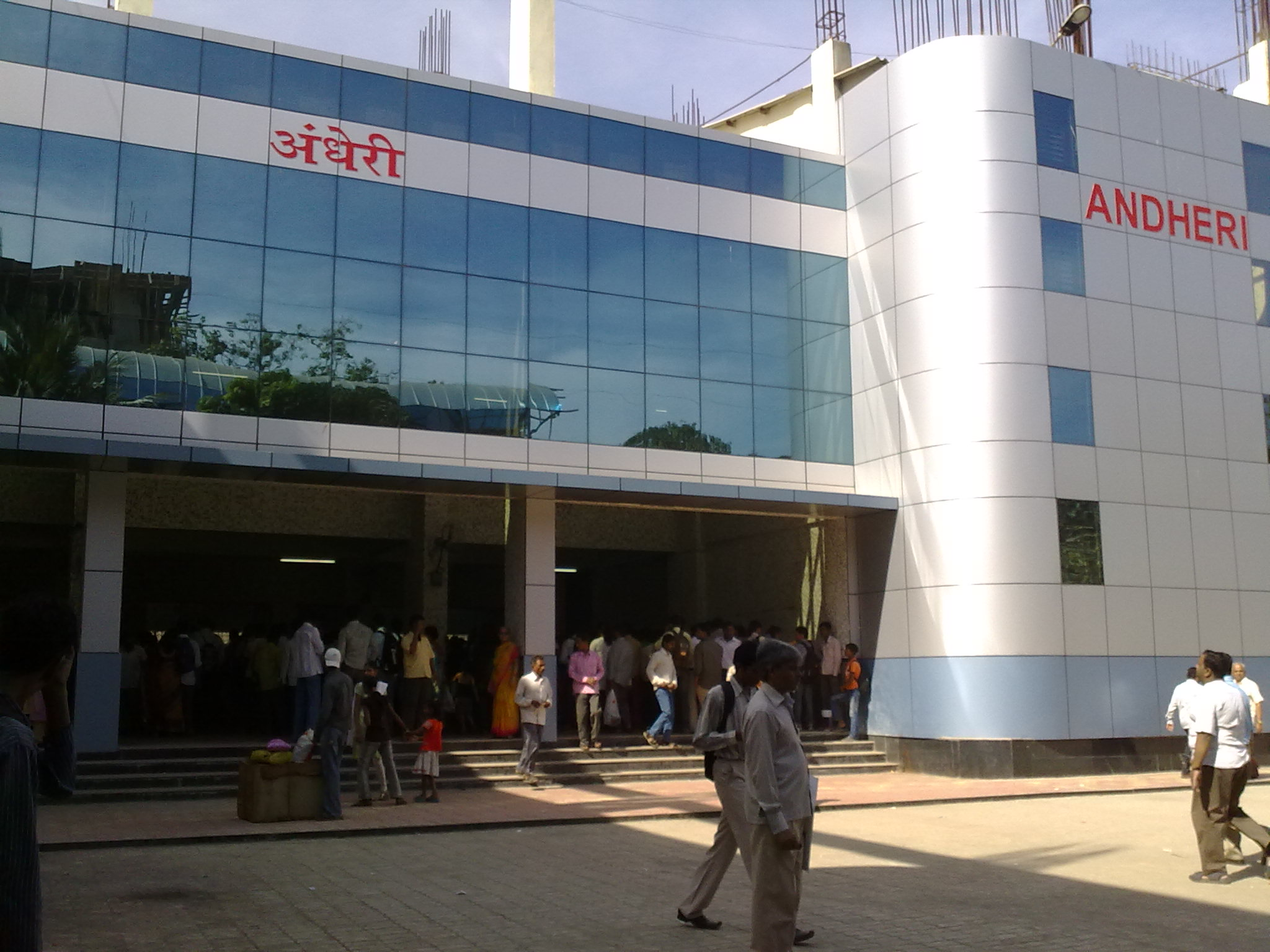
Neue Fassade der Andheri Railway Station

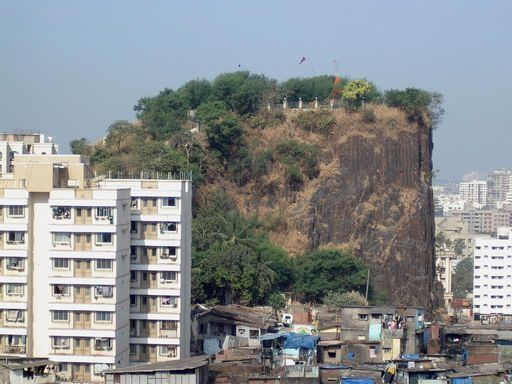
Gilbert Hill in Andheri-West

Andheri ist mit etwa 1,6 Millionen Einwohnern bei einer Fläche von rund 48 km² der größte Stadtbezirk von Mumbai, der Hauptstadt des indischen Bundesstaats Maharashtra.

## Lage
Der auf der Insel Salsette gelegene Stadtbezirk Andheri befindet sich etwa 25 km (Fahrtstrecke) nördlich des Zentrums von Mumbai in einer Höhe von ca. 0 bis 25 m; er grenzt im Westen an die Arabische See, nördlich schließen sich die Stadtbezirke Goregaon und Borivali an. Andheri ist am schnellsten (Fahrzeit ca. 25 min) mit der Western Line vom Bahnhof Churchgate aus mit den ca. alle 10 min verkehrenden Vorortzügen zu erreichen. Die Eisenbahnlinie teilt den Stadtteil in Andheri-West und Andheri-East. Südlich von Andheri-East befindet sich der Internationale Flughafen (Chhatrapati Shivaji International Airport) von Mumbai.

## Bevölkerung und Wirtschaft
Viele Einwohner Andheris arbeiten und studieren im Zentrum der Megastadt Mumbai und sind somit morgens und abends als Pendler unterwegs. Neben Hindus und Moslems gibt es Minderheiten anderer Religionsgemeinschaften wie Sikhs, Buddhisten, Parsen, Christen etc. Seit ca. 1930 ließen sich in Andheri mehrere kleinere und größere Filmstudios (z. B. Filmalaya) nieder; die meisten sind inzwischen weiter in Richtung Norden ausgewichen.

## Geschichte
Die ehemals bewaldete Region war in Teilen schon vor ca. 3000 Jahren besiedelt; vor ca. 2000 Jahren entstanden die buddhistischen Mahakali-Höhlen. Im 14. und 15. Jahrhundert befand sich die Region unter islamischer Herrschaft; im 16. Jahrhundert kamen die Portugiesen. Seit dem 19. Jahrhundert entwickelte sich Bombay unter britischer Dominanz zu einer stark wachsenden Hafenstadt und Wirtschaftsmetropole; die über Eisenbahnlinien angebundenen nördlichen Vororte wuchsen im 20. Jahrhundert mit.

## Gilbert Hill
Der imposante etwa 40 m hohe Basaltblock des Gilbert Hill befindet sich etwa 800 m westlich der Andheri Railway Station und gilt als Überrest vulkanischer Aktivitäten vor ca. 65 Millionen Jahren. Auf seinem Gipfel befinden sich zwei neuzeitliche Hindu-Tempel. Der Felsen wurde bereits im Jahr 1952 als Naturschutzgebiet ausgewiesen.